# Asplenium harrisii
Asplenium harrisii är en svartbräkenväxtart som beskrevs av Jenm. Asplenium harrisii ingår i släktet Asplenium och familjen Aspleniaceae. Inga underarter finns listade.